# 大橋博司
大橋 博司（おおはし ひろし、1923年9月26日 - 1986年9月21日）は、日本の医学者・精神科医。
国立京都病院（現：国立病院機構京都医療センター）院長。京都大学名誉教授。
専門は臨床精神医学、特に失語症を中心とする神経心理学。

## 略歴
1946年京都大学医学部卒業後、医学を専門とするかたわら帝塚山大学にて哲学や古典を勉強した。
1953年「失語における一般障碍について」で京都大学より医学博士の学位を取得。
1973年 - 1985年京都大学精神医学教室教授（第4代）。

## 著書
- 『失語・失行・失認』（医学書院） 1960
- 『臨床脳病理学』（医学書院） 1965
- 『失語症』（中外医学社） 1967
- 『パラケルススの生涯と思想』（思索社） 1976

## 共編
- 『失語・失行・失認』（編集企画、金原出版） 1982
- 『Broca中枢の謎 言語機能局在をめぐる失語研究の軌跡』（浜中淑彦共編著、金剛出版） 1985

## 翻訳
- 『精神分析の理論と実際』（ダニエル・ラガーシュ、荻野恒一, 木村定共訳、白水社、文庫クセジュ） 1957
- 『意識』（アンリ・エー、みすず書房） 1969 - 1971
- 『神・自然・人間』（ヴァイツゼッカー、みすず書房） 1971
- 『生きられる時間 現象学的・精神病理学的研究 2』（ウジェーヌ・ミンコフスキー、中江育生, 清水誠共訳、みすず書房） 1973
- 『女性 自然,現象,実存』（ボイテンディク、斎藤正巳共訳、みすず書房） 1977
- 『ジャクソンと精神医学』（アンリ・エー、共訳、みすず書房） 1979
- 『精神医学の源流 - ギリシア・ローマ編』（訳編、金剛出版） 1983
- 『自然の光』（パラケルスス、ヨラン・ヤコビ編、人文書院） 1984
- 『無意識』（アンリ・エー、監訳、金剛出版） 1986 - 1987
- 『中世の医学 治療と養生の文化史』（H・シッパーゲス、浜中淑彦共訳、人文書院） 1988

## 論文
- 「失文法 - 日本語に於ける二三の特質について」『精神神経学雑誌』第54巻 3号 (1952)
- 「失語に於ける一般障碍について」『精神神経学雑誌』第55巻 1号 (1956)
- 「失語患者に於ける機能変遷について」『精神神経学雑誌』第58巻 1号 (1956)
- 「失認症」『異常心理学講座第2部・精神病理学 E. 脳病理学（第四分冊）』みすず書房 (1956)
- 「『巣症状』としての精神症状」『精神医学』第3巻9号 (1961)
- 「失語・失行・失認 - 大脳半球優位の問題を中心に」『精神神経学雑誌』第64巻9号 (1962)
- 「疾病失認（または疾病否認について）」『精神医学』第5巻2号 (1963)
- 「前頭葉性言語 - 思考障害の1例」『精神医学』第8巻11号 (1966)
- 「講座心理学 7. 記憶」東京大学出版会 (1969)
- 「ピネルをめぐる『詩と真実』」『精神医学』第13巻 (1971)
- 「脳病理学」『異常心理学講座 6. 精神薬理と脳病理』みすず書房 (1972)
- 「言語と思考の病理」『異常心理学講座 9. 精神病理学 3』みすず書房 (1973)
- 「精神症状学序論」『現代精神医学大系 IIIA 精神症状』中山書店 (1978)
- 「外因反応型の概念とその歴史的変遷」『臨床精神医学』第3巻 (1979)
- 「神経心理学序説」『精神科MOOK 1 失語・失行・失認』金原出版 (1982)
- 「精神と身体・概説」飯田真ほか編『精神の科学 第4巻』岩波書店 (1983)
- 「『反』局在論の系譜」『失語症研究』第4巻 (1984)